# Sông Karnaphuli

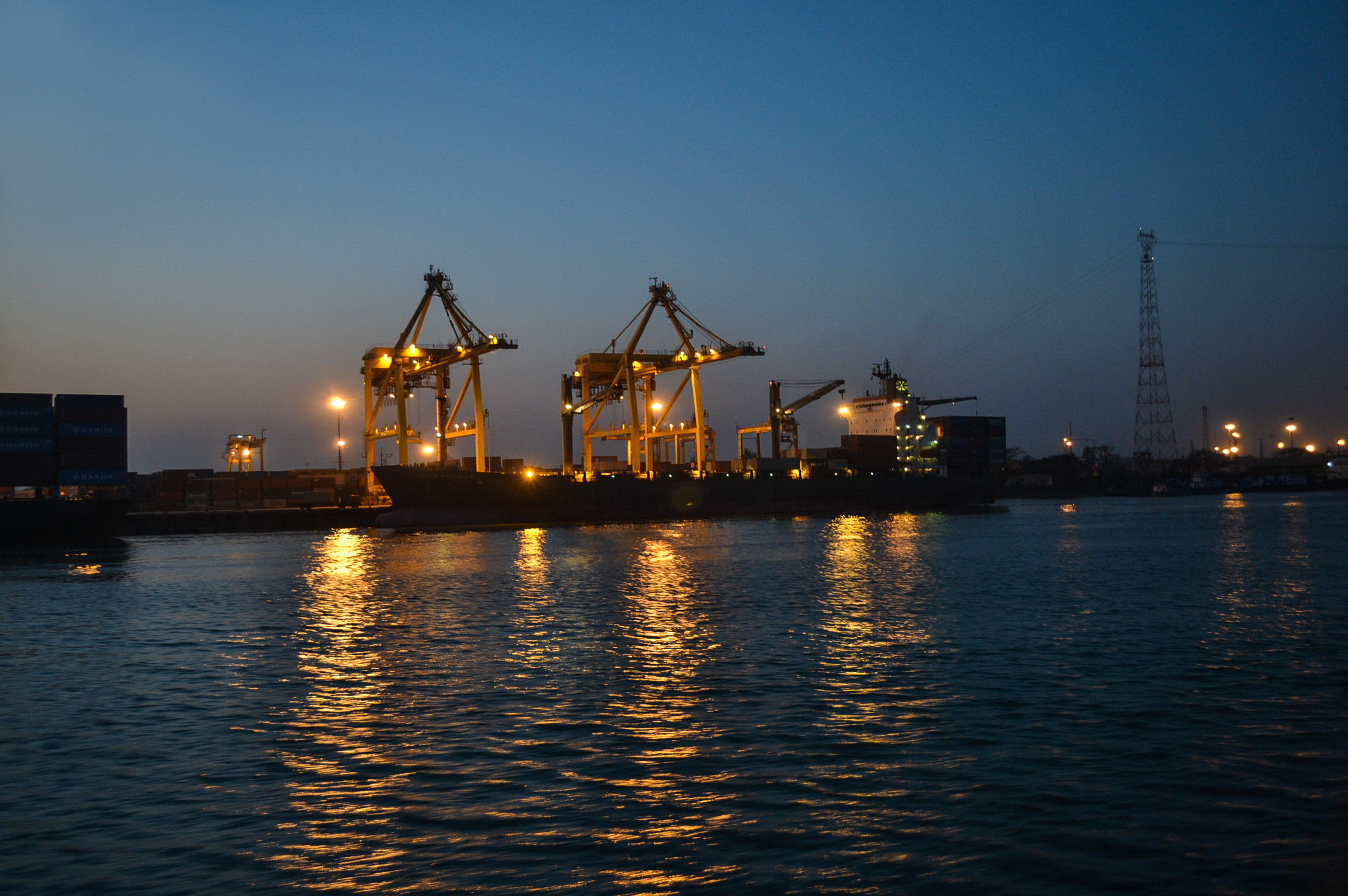
Sửa đổi Sông Karnaphuli

Karnaphuli (Bangla: কর্ণফুলি Kôrnophuli) (cũng viết Karnafuli) là một con sông ở đông nam Bangladesh. Bắt nguồn từ đồi Lushai  ở Mizoram, Ấn Độ, sông này chảy 270 km theo hướng tây nam qua Chittagong Hill Tracts vàChittagong và chảy vào vịnh Bengal. Một nhà máy thủy điện được xay ở vùng Kaptai vào thập niên 1960. Cửa sông này là hải cảng của Chittagong, cảng chính của Bangladesh.

## Đập Kaptai
Đập Kaptai nằm trên sông này. Đây là nhà máy thủy điện duy nhất ở Bangladesh, được xây ở Kaptai năm 1962. Một đạap bằng đất trên sông Karnaphuli đã tạo ra hồ Kaptai, làm hồ chứa cho nhà máy thủy điện. Công suất nhà máy này là 230 MW.